# Rudgea reflexa
Rudgea reflexa é uma espécie de planta do gênero Rudgea e da família Rubiaceae. 

## Taxonomia
A espécie foi descrita em 2003 por Daniela Cristina Zappi. 

## Forma de vida
É uma espécie terrícola e arbustiva. 

## Descrição
| Caule                     | Caule                |
| ------------------------- | -------------------- |
| estípula                  | inteira apendiculada |
| Folha                     |                      |
| pecíolo                   | presente             |
| domácia                   | presente             |
| Inflorescência            |                      |
| pedúnculo                 | presente ramificado  |
| posição                   | terminal             |
| tipo                      | dicásio              |
| Flor                      |                      |
| cálice                    | lobado               |
| corola                    | infundibuliforme     |
| cornículo da corola       | presente             |
| consistência da corola    | delicada             |
| numero de lobos da corola | 5                    |
| Fruto                     |                      |
| consistência              | carnosa              |
| cor do pericarpo          | amarela laranja      |
| Semente                   |                      |
| número                    | 2/1                  |

## Conservação
A espécie faz parte da Lista Vermelha das espécies ameaçadas do estado do Espírito Santo, no sudeste do Brasil. A lista foi publicada em 13 de junho de 2005 por intermédio do decreto estadual nº 1.499-R. 

## Distribuição
A espécie é encontrada nos estados brasileiros de Bahia e Espírito Santo. 
Em termos ecológicos, é encontrada no domínio fitogeográfico de Mata Atlântica, em regiões com vegetação de floresta ombrófila pluvial.